# Chlorure de dichlorotétrakis(pyridine)rhodium(III)
Le chlorure de dichlorotétrakis(pyridine)rhodium(III) est un composé chimique de formule [RhCl2(NC5H5)4]Cl. Il s'agit du sel de chlorure Cl− et du complexe dichlorotétrakis(pyridine)rhodium(III) [RhCl2Py4]+, où « Py » représente un ligand pyridine NC5H5. On en connaît divers hydrates, qui sont tous des solides jaunes. Le tétrahydrate cristallise à partir de l'eau. Ce tétrahydrate donne le monohydrate par séchage sous vide à 100 °C.
Les hydrates de [RhCl2Py4]Cl sont obtenus en chauffant du chlorure de rhodium(III) RhCl3 avec un excès de pyridine en présence d'un réducteur en quantité catalytique.
Le complexe moléculaire RhCl3Py3 est un intermédiaire de la synthèse de [RhCl2Py4]Cl.